# Rothmannia
Genre
Classification phylogénétique
Rothmannia est un genre végétal de la famille des rubiacées comptant environ 40 espèces réparties en Afrique tropicale, Asie tropicale et aux Seychelles.

## Liste d'espèces
- Rothmannia annae (E. Wright) Keay
- Rothmannia attopevensis
- Rothmannia capensis Thunb.
- Rothmannia daweishanensis Y. M. Shui & W. H. Chen
- Rothmannia ebamutensis Sonké
- Rothmannia engleriana
- Rothmannia eucodon
- Rothmannia exaltata
- Rothmannia fischeri (K. Schum.) Bullock
- Rothmannia globosa (Hochst.) Keay
- Rothmannia hispida
- Rothmannia jollyana
- Rothmannia kampucheana
- Rothmannia keithii
- Rothmannia kuchingensis
- Rothmannia lateriflora
- Rothmannia libisa
- Rothmannia liebrechtsiana
- Rothmannia longiflora
- Rothmannia lujae
- Rothmannia macrocarpa
- Rothmannia macromera
- Rothmannia macrophylla
- Rothmannia macrosiphon (Engl.) Bridson
- Rothmannia malayana
- Rothmannia manganjae
- Rothmannia mayumbensis
- Rothmannia munsae
- Rothmannia octomera
- Rothmannia pulcherrima
- Rothmannia ravae
- Rothmannia sootepensis
- Rothmannia talbotii
- Rothmannia thailandica
- Rothmannia uranthera
- Rothmannia urcelliformis
- Rothmannia venalis
- Rothmannia vidalii
- Rothmannia vietnamensis
- Rothmannia whitfieldii
- Rothmannia wittii